# Landkreis Bogen
Der Landkreis Bogen gehörte zum bayerischen Regierungsbezirk Niederbayern. Er bestand von 1939 bis zum 30. Juni 1972. Sein Vorläufer, das Bezirksamt Bogen, wurde 1862 gegründet.
Bis zu seiner Auflösung umfasste der Landkreis weniger als die 45 unten aufgeführten  Gemeinden, da es zwischen 1970 und 1972 schon einige freiwillige Zusammenschlüsse gab.

## Geographie

### Wichtige Orte
Die einwohnerstärksten Gemeinden waren die Stadt Bogen, die Märkte Mitterfels und Schwarzach, sowie Hunderdorf.

### Nachbarkreise
Der Landkreis grenzte im Uhrzeigersinn 1972 im Nordwesten beginnend an die Landkreise Roding, Cham, Kötzting, Viechtach, Deggendorf, Straubing und Regensburg.

## Geschichte

### Landgericht
1839 wurde infolge der Verwaltungsreform des Königreichs Bayern von 1838 das Landgericht Bogen errichtet. Diesem wurden Gemeinden aus den umliegenden Landgerichtsbezirken zugeordnet.

### Bezirksamt
Das Bezirksamt Bogen wurde im Jahr 1862 gebildet und übernahm die Verwaltungsaufgaben in den Bezirken der Landgerichte älterer Ordnung Bogen und Mitterfels.

### Landkreis
Mit der 3. Verordnung über den Neuaufbau des Reiches vom 28. November 1938 wurde die Umbenennung aller bayerischen Bezirksämter in Landratsamt und der Bezirksamtmänner in Landräte bestimmt. So wurde am 1. Januar 1939 aus dem Bezirksamt Bogen der Landkreis Bogen.
Am 1. Juli 1972 wurde im Zuge der Gebietsreform in Bayern der Landkreis Bogen bis auf die Gemeinde Bernried, die zum Landkreis Deggendorf kam, mit einigen Gemeinden der Landkreise Mallersdorf und Regensburg sowie dem größten Teil des Landkreises Straubing zum neuen Landkreis Straubing-Bogen zusammengefasst.

## Einwohnerentwicklung
| Jahr | Einwohner | Quelle |
| ---- | --------- | ------ |
| 1864 | 30.143    | [ 6 ]  |
| 1885 | 32.227    | [ 7 ]  |
| 1900 | 31.553    | [ 8 ]  |
| 1910 | 31.927    | [ 8 ]  |
| 1925 | 32.330    | [ 9 ]  |
| 1939 | 31.561    | [ 10 ] |
| 1946 | 41.974    | [ 8 ]  |
| 1950 | 39.893    | [ 11 ] |
| 1960 | 35.200    | [ 12 ] |
| 1971 | 38.100    | [ 13 ] |

## Bezirksamtsvorstände und Landräte
- 1918–1920: Michael Jobst
- 1920–1923: Friedrich Haenle
- 1923–1930: Friedrich Schreck
- 1930–1934: Emil Böhmer
- 1935–1945: Friedrich Höllerer, vom 10. Mai 1945 bis 9. Oktober 1945 von der amerikanischen Militärregierung ernannter kommissarischer Landrat, von April 1942–1945 wegen Abordnungen vertreten durch den Straubinger Landrat Franz Müller
- 0000–1945: Ernst Falkner (CSU)
- 1948–1972: Franz Xaver Hafner (CSU), 1972–1978: Landrat Straubing-Bogen

## Gemeinden

Landkreis Bogen, Gemeindegrenzenkarte von 1961

| - Albertsried (Schwarzach) - Ascha - Au vorm Wald (Hunderdorf) - Auggenbach (Konzell) - Bärnzell (Ascha) - Bernried, jetzt Landkreis Deggendorf - Bogen - Bogenberg (Bogen) - Dachsberg (Haselbach) - Degernbach (Bogen) - Eggerszell (Rattiszell) - Elisabethszell (Haibach) - Sankt Englmar - Falkenfels - Gaishausen (Hunderdorf, teilw. Mitterfels) - Geraszell (Wiesenfelden) - Gittensdorf (Loitzendorf) - Gossersdorf (Konzell) - Gschwendt (Ascha) - Haibach - Haselbach - Haunkenzell (Rattiszell) - Heilbrunn (Wiesenfelden) - Herrnfehlburg (Rattiszell) - Hunderdorf - Irschenbach (Haibach) - Konzell | - Landasberg (Haibach) - Landorf (Stallwang) - Loitzendorf - Maiszell (Rattiszell) - Mariaposching - Mitterfels - Neukirchen - Niederwinkling - Oberalteich (Bogen) - Obermühlbach (Neukirchen) - Perasdorf - Pfelling (Bogen) - Pilgramsberg (Rattiszell) - Prünstfehlburg (Haibach) - Rattenberg - Rattiszell - Saulburg (heute teilw. zu Wiesenfelden und Kirchroth) - Scheibelsgrub (Mitterfels) - Schönstein (Stallwang) - Schwarzach - Siegersdorf (Rattenberg) - Stallwang - Steinburg (Hunderdorf) - Waltendorf (Niederwinkling) - Wiesenfelden - Windberg - Zinzenzell (heute teilw. zu Wiesenfelden und Stallwang) |

## Gemeindefreie Gebiete
Am 1. Oktober 1966 gab es im Landkreis zwei gemeindefreie Gebiete mit einer Fläche von zusammen 634,32 ha, was 1,2 % der Landkreisfläche entsprach:
- Böbracher Staatswald, 206,26 ha
- Schwarzacher Hochwald 428,06 ha

## Kfz-Kennzeichen
Am 1. Juli 1956 wurde dem Landkreis bei der Einführung der bis heute gültigen Kfz-Kennzeichen das Unterscheidungszeichen BOG zugewiesen und bis zur Auflösung des Landkreises verwendet. Im Landkreis Straubing-Bogen wurden Kennzeichen mit "BOG" noch bis zum 3. August 1974 ausgegeben. Aufgrund der Kennzeichenliberalisierung ist diese Buchstabenfolge seit dem 2. Juli 2018 erneut möglich.